# 奥灶面

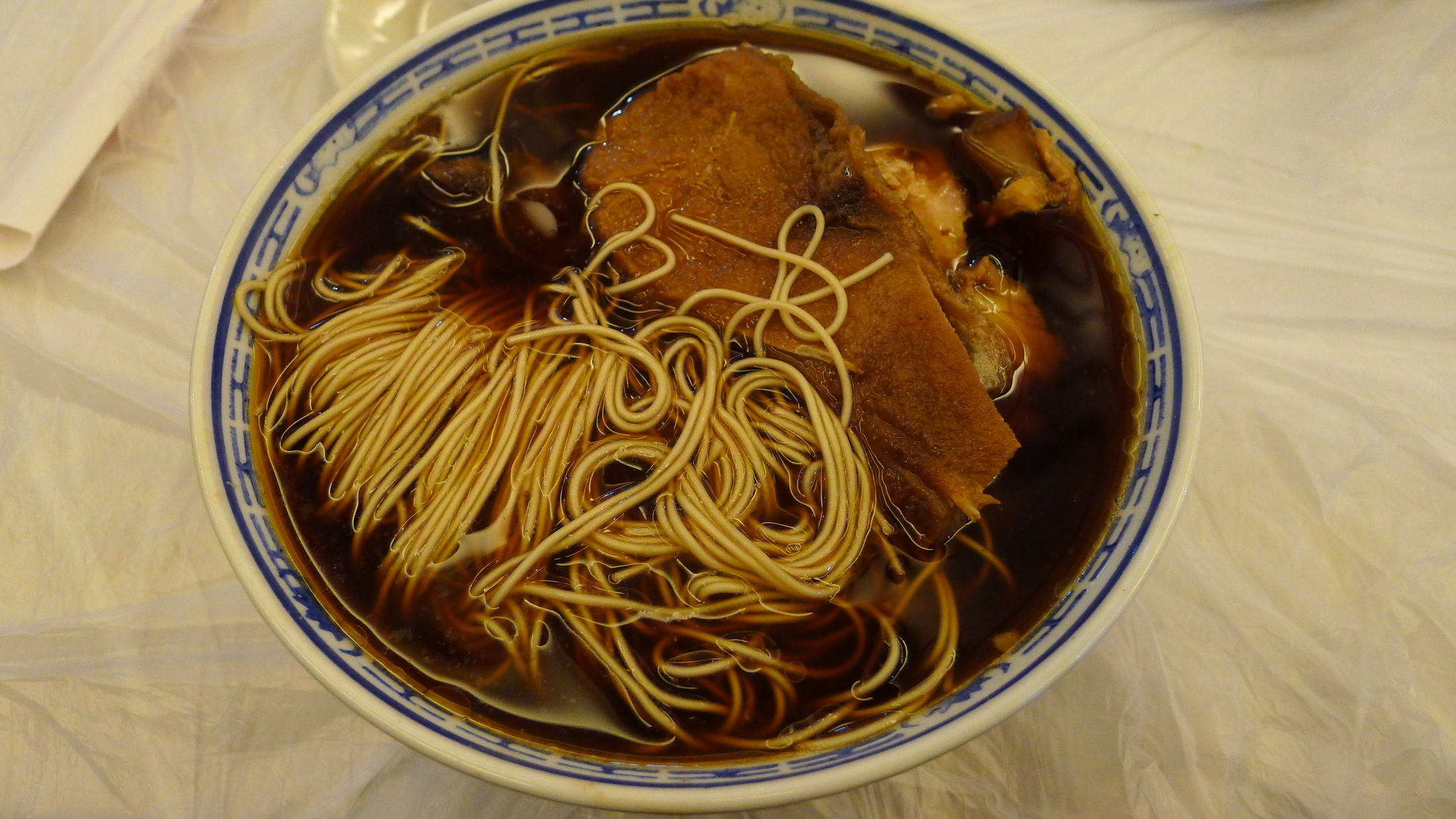
昆山奥灶馆奥灶面

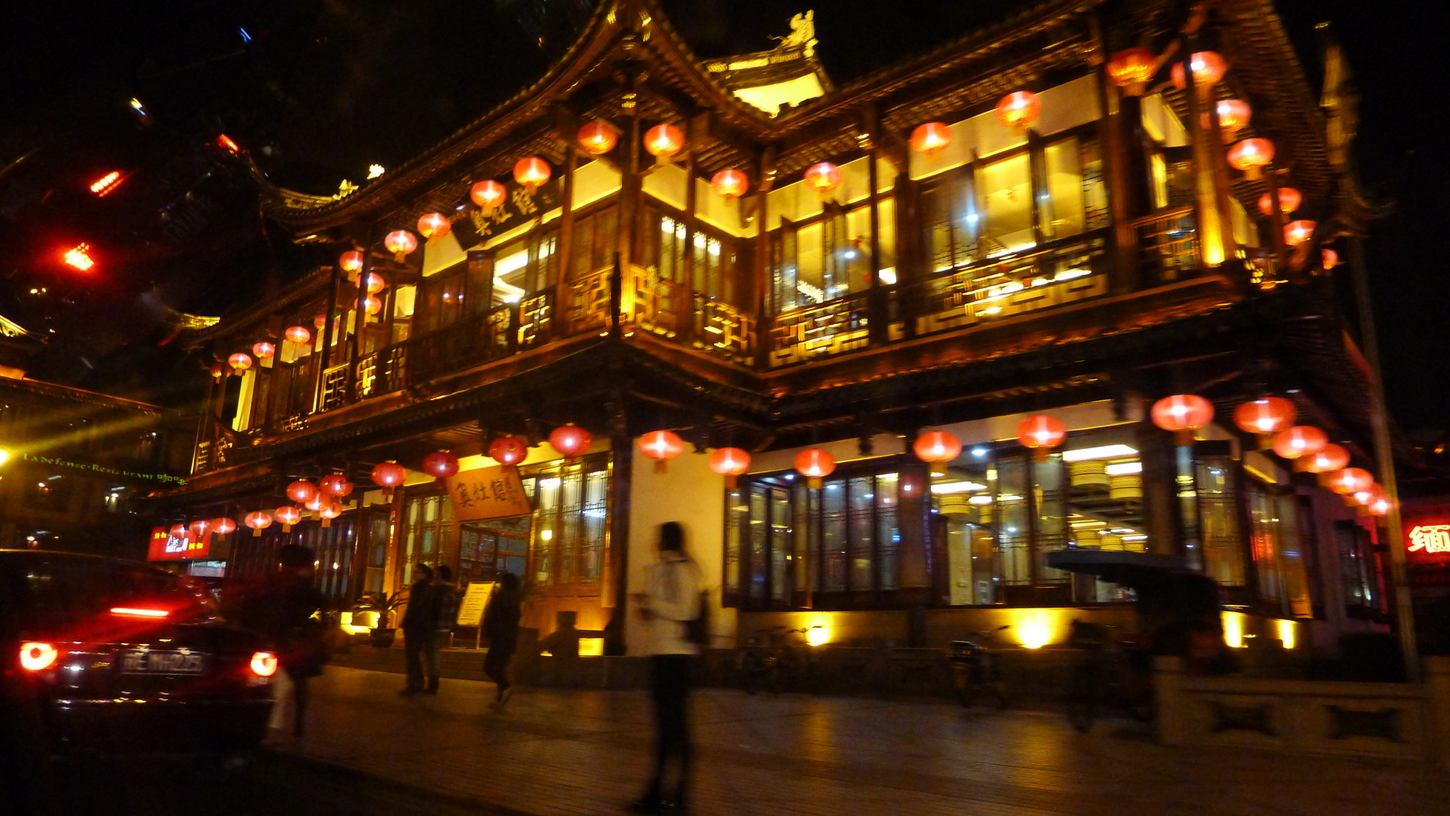
昆山奥灶馆夜景

奥灶面是江苏省昆山市的特色面食，代表品种有昆山奥灶馆的红油爆鱼面和白湯滷鸭面。

## 做法
奥灶面讲究“三烫”、“三热”或“五热”：碗烫，碗筷放在沸水中取用，具有保暖和消毒卫生的双重功能；汤烫，老汤放在铁锅里，用餘火焖煮，保持温度；面烫，捞面时在沸水中过水；油热；浇头热。因此吃奥灶面即便是在冬天，也很容易冒汗。
奥灶面的浇头选料讲究，采用青鱼或昆山大麻鸭制作。红汤使用青鱼、鳝骨、螺蛳等材料加酱油熬制，白汤使用老鸡、老鸭、猪骨等熬制。面条为细白的龙须面，下锅时速度很快，保持一定的硬度。